# Klaas de Jong Ozn.

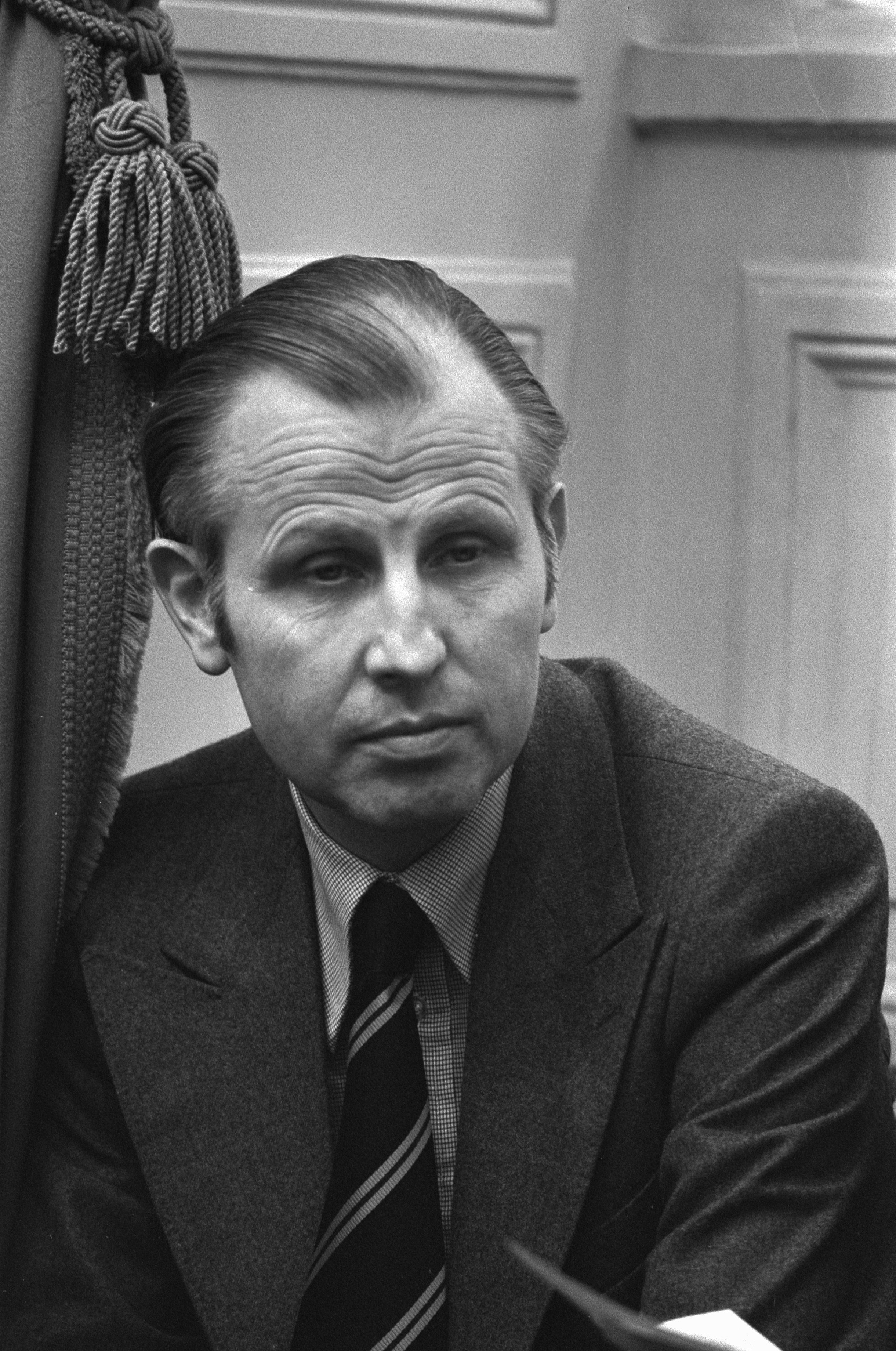
Klaas de Jong Ozn. (1975)

Klaas de Jong Oeneszoon (Ozn.) (* 27. Februar 1926 in Drachten, Smallingerland, Provinz Friesland; † 28. Februar 2011 in Sneek, Súdwest-Fryslân, Provinz Friesland) war ein niederländischer Lehrer und Politiker der Anti-Revolutionären Partei ARP (Anti-Revolutionaire Partij) und später des Christlich-Demokratischen Aufrufs CDA (Christen-Democratisch Appèl), der unter anderem von 1975 bis 1981 Staatssekretär im Ministerium für Bildung und Wissenschaft im Kabinett Den Uyl sowie im Kabinett Van Agt I war.

## Leben

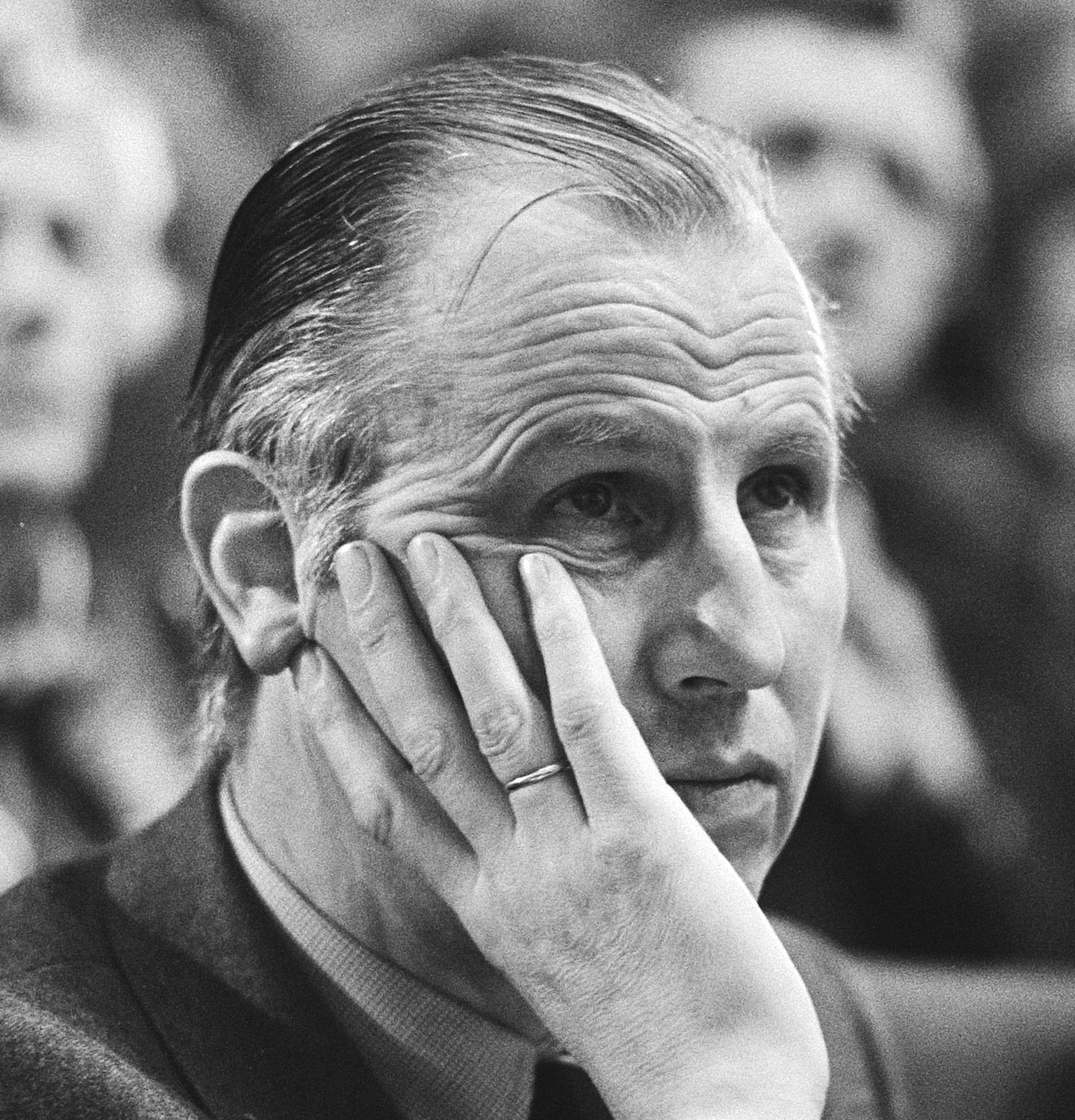
Klaas de Jong Ozn. (1978)

Klaas de Jong Oeneszoon, dessen Vater Mitglied des Gemeinderates von Smallingerland war, war von 1953 bis 1960 als Lehrer und in Dokkum tätig. Im Anschluss war er zwischen 1960 und 1972 Rektor des Christelijk Lyceum voor Zeeland in Goes und daneben freier Mitarbeiter der Zeitschrift „Haagsche Courant“ und der Tageszeitung „Friesch Dagblad“, für die wöchentliche Kolumne „Lernen und Leben“ (leren en leven) und Rezensionen niederländischer Lyrik verfasste. Zudem war er in den frühen 1960er Jahren Regisseur von Theateraufführungen und komponierte das Schullied des christlichen Lyzeums. Danach war er vom 1. August 1972 bis 1. September 1975 Rektor der christlichen Schulgemeinschaft Farel College in Amersfoort.
Als Nachfolger des aus gesundheitlichen Gründen zurückgetretenen Antoon Veerman wurde de Jong, der ebenfalls Mitglied der Anti-Revolutionären Partei ARP (Anti-Revolutionaire Partij) war, am 1. September 1975 als Staatssekretär im Ministerium für Bildung und Wissenschaft (Staatssecretaris van Onderwijs en Wetenschappen) in das Kabinett Den Uyl berufen und war dort unter dem Minister für Bildung und Wissenschaft Jos van Kemenade von der PvdA zuständig für allgemeine und naturwissenschaftliche Sekundar- und Vorbereitungsbildung sowie technische und berufliche Bildung. Im darauf folgenden Kabinett Van Agt I war er vom 4. Januar 1978 bis 11. September 1981 Staatssekretär für Bildung und Wissenschaft und als solcher zuständig für das Sekundarschulwesen. 1979 führte er eine Novelle zum Sekundarschulgesetz (Wet op het voortgezet onderwijs) ein, die die Verpflichtung der Gemeinde zur Erstattung bei Überschreitung der Betriebskosten vorsah. 1980 verteidigte er zusammen mit Minister Arie Pais den Entwicklungsplan für die Sekundarschulbildung, der unter anderem eine zweijährige Überbrückungsphase anstelle der vierjährigen Mittelschule vorsah. Darüber hinaus wurde vorgeschlagen, Allgemeine Sekundarschulbildung HAVO (Hoger algemeen voortgezet onderwijs) und voruniversitäre Ausbildung mehr zu integrieren und die Trennung zwischen Atheneum A und B zu beseitigen. 1981 verteidigte er erfolgreich einen Gesetzentwurf in der Zweiten Kammer der Generalstaaten, der die Unterscheidung zwischen Gymnasium A und B sowie zwischen Atheneum A und B abschaffte. Das Gesetz wurde von seinem Nachfolger im Amtsblatt (Staatsblad) veröffentlicht.
Nach seinem Ausscheiden aus der Regierung war Klaas de Jong Ozn. vom 1. Januar 1982 bis zum 1. März 1991 Vorsitzender der Unionsstiftung „Schule und Evangelium“ (Stichting Unie ‚School en Evangelie‘), die die christliche Bildung in den Niederlanden und der Dritten Welt fördert. Er war außerdem als Organist, Komponist und Historiker tätig und beteiligte sich an der Erstellung des Liederbuchs der Kirchen. Er ist der Vater des Schriftstellers Oek de Jong.

## Veröffentlichung
- Zij zullen het niet hebben. De Geschiedenis van het Friesch Dagblad. Deel I 1903–1935, Kok, Kampen 2003
- Gods eer zij’t merk van al uw werk. De Geschiedenis van het Friesch Dagblad. Deel II 1935–1971, Kok, Kampen 2003